# Ізов
Ізо́в — село в Україні, в складі Устилузької міської територіальної громади Володимирського району Волинської області.
Населення становить — 172 особи.

## Географія
Селом протікає річка Ізівка.

## Історія
Село засноване 1869 року.
У 1906 році село Хотячівської волості Володимир-Волинського повіту Волинської губернії. Відстань від повітового міста 14 верст, від волості 3. Дворів 88, мешканців 517.
До 14 серпня 2015 року село входило до складу Рогожанської сільської ради Володимир-Волинського району Волинської області.
У серпні 2015 року село увійшло до складу новоствореної Устилузької міської громади.
12 червня 2020 року, відповідно до розпорядження Кабінету Міністрів України № 708-р «Про визначення адміністративних центрів та затвердження територій територіальних громад Волинської області», увійшло до складу Устилузької міської територіальної громади.
19 липня 2020 року, в результаті адміністративно-територіальної реформи та ліквідації  Володимир-Волинського району(1940—2020), село увійшло до новоутвореного Володимир-Волинського району (від 18 липня 2022 Володимирського).

## Населення
Згідно з переписом УРСР 1989 року чисельність наявного населення села становила 248 осіб, з яких 118 чоловіків та 130 жінок.
За переписом населення України 2001 року в селі мешкали 172 особи.

### Мова
Розподіл населення за рідною мовою за даними перепису 2001 року:
| Мова       | Відсоток |
| ---------- | -------- |
| українська | 98,84 %  |
| білоруська | 1,16 %   |